# Les Yeux du cœur (chanson)
Pour les articles homonymes, voir Les Yeux du cœur.
Les Yeux du cœur est une chanson de Gerry Boulet dont les paroles ont été écrites par Jean Hould. Chantée en duo avec Marjo, la chanson paraît en 1988 en single, ainsi que sur l'album Rendez-vous doux.  C'est un des gros succès de Gerry Boulet, dans les années 1980, un «immense succès radiophonique» selon Radio Canada,,,,.